# Aleksei Kürbis
Aleksei Kürbis war ein estnischer Fußballtorhüter.

## Karriere
Aleksei Kürbis spielte im Jahr 1929 für den Tallinna JK, mit dem er in der Estnischen Fußballmeisterschaft hinter dem SK Tallinna Sport Vizemeister werden konnte. Im August 1929 debütierte Kürbis zugleich in der Nationalmannschaft Estlands während des Baltic Cups 1929 in Lettland. Im abschließenden Spiel des Turniers gegen Litauen, das mit 5:2 für die Esten endete, verhalf er bei der zweiten Austragung des Wettbewerbs den Titel erstmals für Estland zu gewinnen. Nach dem Turnier absolvierte er noch ein weiteres Länderspiel gegen die Auswahl Finnlands in Helsinki.

## Erfolge
mit Estland:
- Baltic Cup: 1929